# Pferdebestattung von Wulfsen
Koordinaten: 53° 18′ 22,8″ N, 10° 9′ 30,3″ O

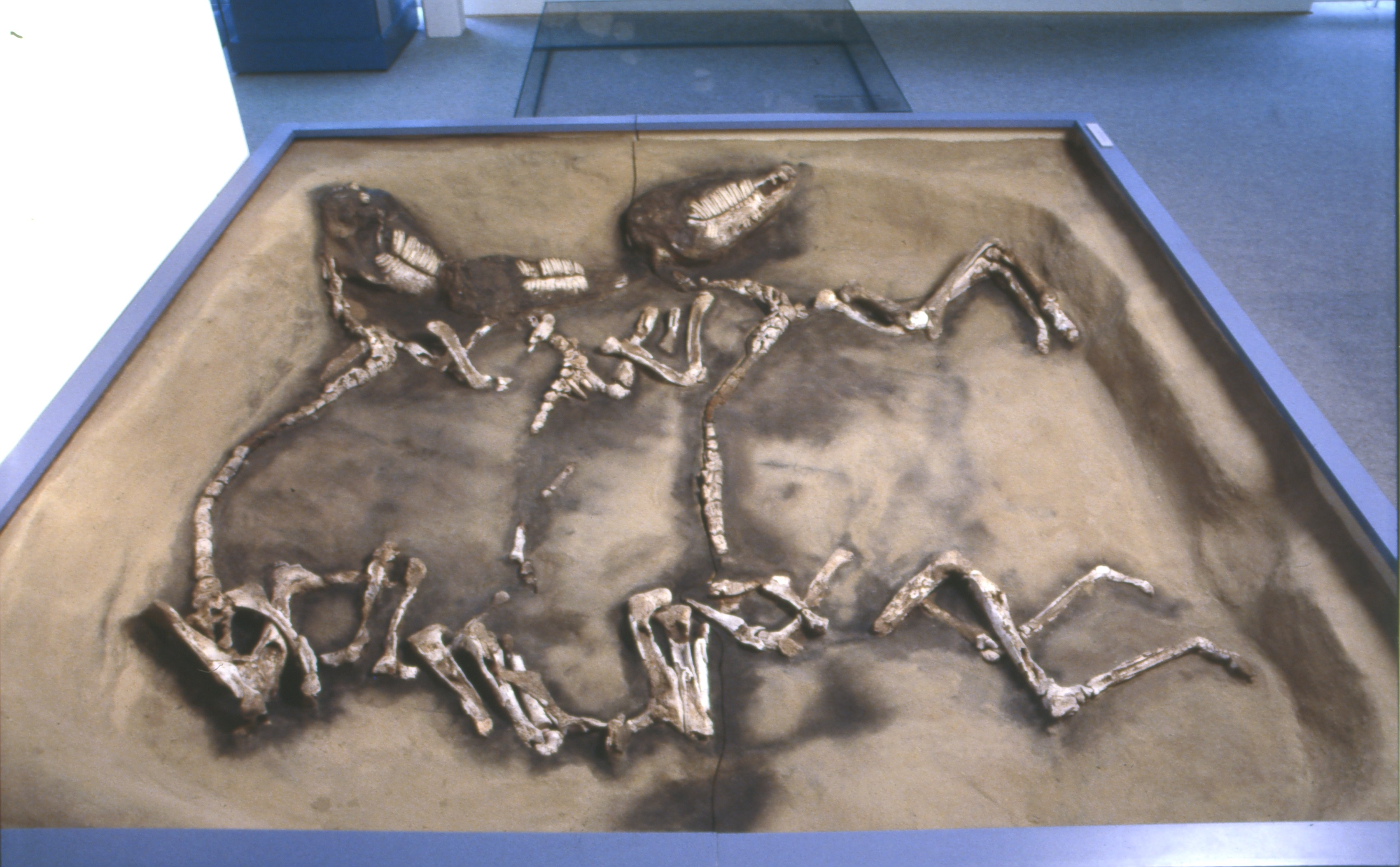
Präsentation in der Dauerausstellung 2008

Die Pferdebestattung von Wulfsen ist eine frühmittelalterliche Bestattung dreier Pferde, die 1974 auf einem altsächsischen Gräberfeld in der Gemeinde Wulfsen im Landkreis Harburg gefunden wurde. Der Fund ist als Lackpräparat erhalten und wird in der Dauerausstellung des Archäologischen Museums Hamburg gezeigt.

## Fund
Die Fundstelle befand sich am nordöstlichen Rand der Abbruchkante einer Sandgrube bei Wulfsen, wo ein Fossiliensammler im Sommer 1974 eine Bodenverfärbung beobachtete, die er für archäologisch interessant hielt. Er meldete seine Beobachtung dem Museum für das Fürstentum Lüneburg, das die Meldung an das für die Region zuständige Helms-Museum weiterleitete. Bei den folgenden Ausgrabungen auf dem durch den Sandabbau gestörten Gräberfeld konnten insgesamt 35 Körperbestattungen und eine Pferdebestattung dokumentiert werden. Die menschlichen Bestattungen waren aufgrund des sandigen Bodens relativ schlecht erhalten. Es wurden 26 ältere, in Süd-Nord-Richtung orientierte und neun jüngere in West-Ost-Richtung orientierte Bestattungen ergraben. Die Gräber wiesen bis auf zwei Pfeilspitzen im Grab eines Jugendlichen keine Beigaben auf.

## Pferdebestattung
In einer 230 × 240 cm messenden, steilwandigen Grube wurde eine Bestattung von drei Pferden angetroffen. Von den Tieren waren lediglich Knochen und Zähne vollständig vorhanden, die Knochen lagen aber nur mürbe und brüchig vor. Beigaben wie Zaumzeug waren nicht nachweisbar. Alle Pferde lagen auf der linken Seite in Süd-Nord-Richtung, ihre Köpfe waren auf einem erhöhten Teil der Grube in aufgerichteter Haltung abgelegt. Das mittlere Pferd lag mit dem Hinterleib in Bauchlage, seine Beine und die des östlich liegenden Tieres waren stark angewinkelt. Die Beine des westlich liegenden Pferdes lagen in halb ausgestreckter Position, es belegte etwa die Hälfte der Grube. Zur Bergung wurden die Knochen von einer Arbeitsbühne aus vorsichtig freigelegt und mit Kaltleim getränkt, die Grube wurde anschließend mit Lack und leimgetränktem Krepppapier kaschiert. Die Knochen wurden zusätzlich mit Draht und Nadeln gesichert. Anschließend wurde die Grube mit Hartschaum aufgefüllt und die Bestattung in einem Holzverschlag als Block geborgen. Der gesamte Fund befindet sich auf der etwa drei bis vier Millimeter starken, präparierten Sandschicht, mit den darin eingebetteten Knochen.
Der Erhaltungszustand der Knochen erschwerte die zoologischen Untersuchungen. Das westlich liegende Pferd war höchstwahrscheinlich eine Stute, die übrigen Hengste. Die Tiere waren mit Widerristhöhen von 130 bis 140 cm für heutige Verhältnisse relativ klein, hatten aber für damalige Zeiten übliche Körpergrößen. Die Lebensalter der Tiere lagen zwischen fünf und sieben Jahren.
Aufgrund der Befundsituation, wie die geographische Orientierung der Körpergräber und ihre Beigabenführung wird der Fund in den Zeitraum um 700–800 n. Chr. datiert.

## Deutung

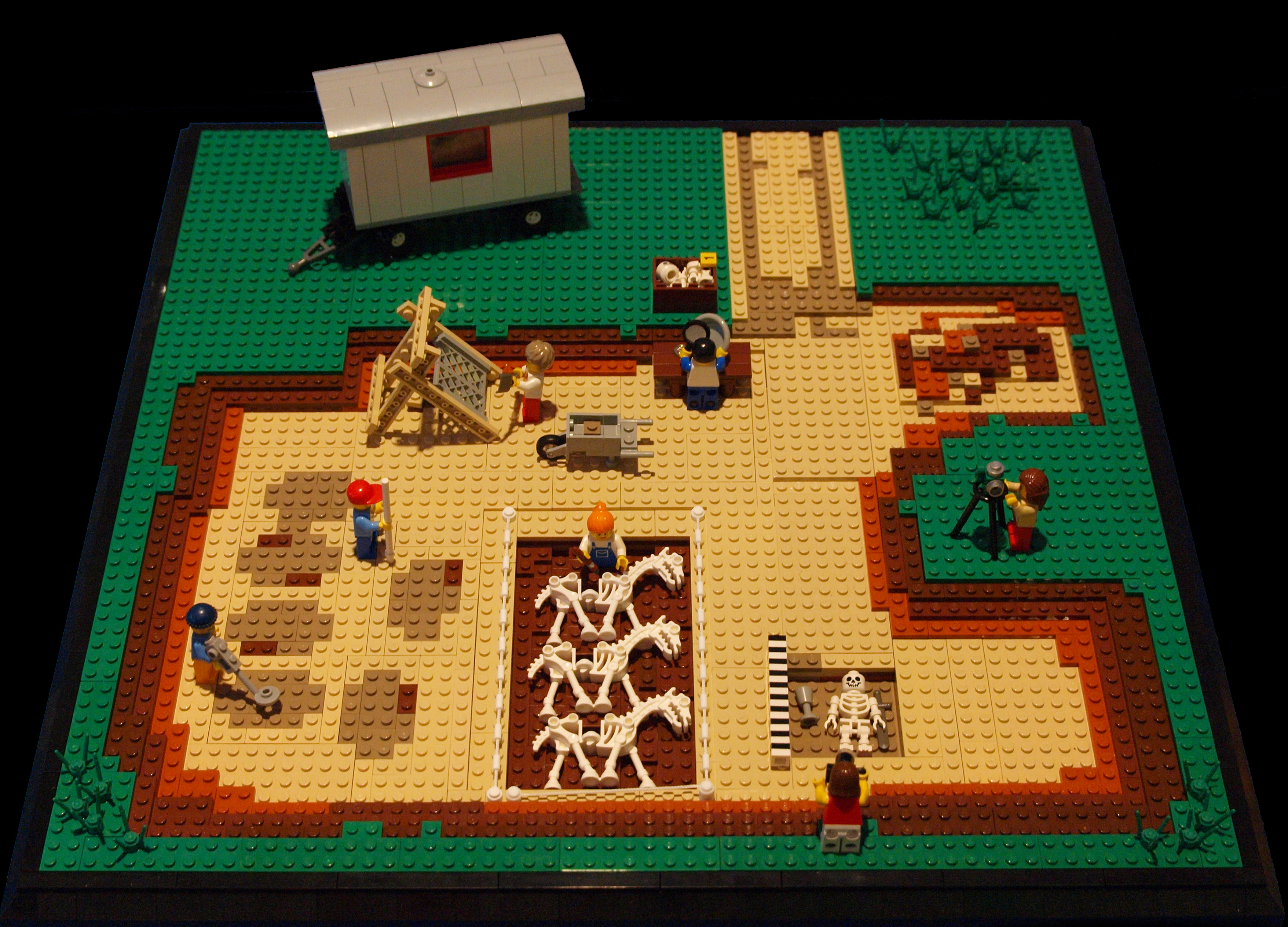
Die Ausgrabung der Pferdebestattung von Wulfsen als Lego-Modell

Die Bestattungen entsprechen aufgrund der Beigabenführung und ihrer geographischen Orientierung heidnischen Traditionen. Die jüngeren Bestattungen fallen in einen Zeitraum kurz bevor diese Region vollständig christianisiert wurde, in dessen Folge sich auch die Bestattungssitten grundlegend änderten. Die Pferdebestattung konnte keinem der Kriegergräber eindeutig zugeordnet werden. Aus diesem Grund ist unklar, ob hier eine individuelle Tierbestattung oder eine Beigabe zu einem der menschlichen Bestattungen vorliegt. Bestattungen einzelner Pferde sind für das Frühe Mittelalter nicht ungewöhnlich, wie es beispielsweise das Reitergrab von Schnelsen aufzeigt, jedoch ist diese Dreifachbestattung von Pferden im nordöstlichen Niedersachsen bisher einmalig. Weitere Dreifachbestattungen liegen beispielsweise aus Mühlhausen und Griefstedt (Thüringen) und Beckum aus Nordrhein-Westfalen vor.
Für die Sonderausstellung LEGO Zeitreise des Archäologischen Museums Hamburg wurde Anfang 2013 ein Modell der Ausgrabungsarbeiten der Pferdebestattung aus Lego-Steinen angefertigt.